# Seaford (Delaware)
Seaford is een plaats (city) in de Amerikaanse staat Delaware, en valt bestuurlijk gezien onder Sussex County.

## Demografie
Bij de volkstelling in 2000 werd het aantal inwoners vastgesteld op 6699. In 2006 is het aantal inwoners door het United States Census Bureau geschat op 7080, een stijging van 381 (5,7%).

## Geografie
Volgens het United States Census Bureau beslaat de plaats een oppervlakte van 9,1 km², waarvan 9,0 km² land en 0,1 km² water.

## Geboren
- Adriyan Rae, actrice

## Plaatsen in de nabije omgeving
De onderstaande figuur toont nabijgelegen plaatsen in een straal van 16 km rond Seaford.